# نورث میامی (فلوریدا)
نورث میامی (به انگلیسی: North Miami) شهری در شهرستان میامی-دید ایالت فلوریدا است که در سال ۱۹۲۶ بنیان‌گذاری شده‌است. این شهر طبق سرشماری سال ۲۰۱۰ میلادی، ۵۸٬۷۸۶ نفر جمعیت داشته و مساحت آن نیز ۲۵٫۹ کیلومتر مربع است.